# Kittson megye (Minnesota)
Kittson megye az Amerikai Egyesült Államokban, azon belül Minnesota államban található. Megyeszékhelye és legnagyobb városa Hallock. Lakosainak száma 4207 fő (2020. április 1.). Kittson megye Pembina, Marshall és Roseau megyékkel határos.

## Népesség
A megye népességének változása:
| Lakosok száma | 4542 | 4533 | 4503 | 4503 | 4424 | 4207 |
|               | 2010 | 2011 | 2012 | 2013 | 2015 | 2020 |